# Esther (film, 1913)
Pour les articles homonymes, voir Esther (film) et Esther.
Pour plus de détails, voir Fiche technique et Distribution.
Esther est un film français réalisé par Henri Andréani et sorti en 1913. et en mars 1914 aux États-Unis. Il s'agit d'une adaptation du livre d'Esther, qui fait partie de la Bible.
Le film traite de la vie d'Esther, un personnage du Tanakh et de l'Ancien Testament qui épouse le roi de Perse Assuérus – identifié généralement à Xerxès Ier ou à Artaxerxès Ier.

## Fiche technique
- Titre : Esther
- Réalisation : Henri Andréani
- Société de production : Andréani Film
- Société de distribution : Pathé Frères
- Pays d'origine :  France
- Format : Noir et blanc — 35 mm — 1,33:1 — film muet
- Genre : Péplum
- Date sortie en France : inconnue

## Distribution
- Stacia Napierkowska
- Henri Andréani
- Eugène Creissel